# ریجنت (داکوتای شمالی)
ریجنت(به انگلیسی: Regent) شهری در ایالت داکوتای شمالی کشور ایالات متحده آمریکا است که جمعیت آن در سرشماری سال ۲۰۱۰ میلادی، ۱۶۰ نفر بوده‌است.